# 신곡노을공원
신곡노을공원(新谷노을公園)은 대한민국 경기도 김포시 고촌읍 신곡리에 위치한 도시 근린공원이다. 고촌읍 신곡리 1106번지에 소재한다.